# Slatina nad Úpou
Pour les articles homonymes, voir Slatina.
Slatina nad Úpou (en allemand : Moorgrund an der Aupa) est une commune du district de Náchod, dans la région de Hradec Králové, en Tchéquie. Sa population s'élevait à 311 habitants en 2022.

## Géographie
Slatina nad Úpou est arrosée par l'Úpa, un affluent de l'Elbe, et se trouve à 11 km au nord-ouest de Náchod, à 16 km au sud-est de Trutnov, à 32 km au nord-est de Hradec Králové et à 122 km à l’est-nord-est de Prague.
La commune est limitée par Havlovice au nord, par Červený Kostelec et Červená Hora à l'est, par Žernov et Lhota pod Hořičkami au sud, et par Litoboř, Hořičky et Libňatov à l'ouest.

## Histoire
La première mention écrite de la localité date de 1545.

## Galerie

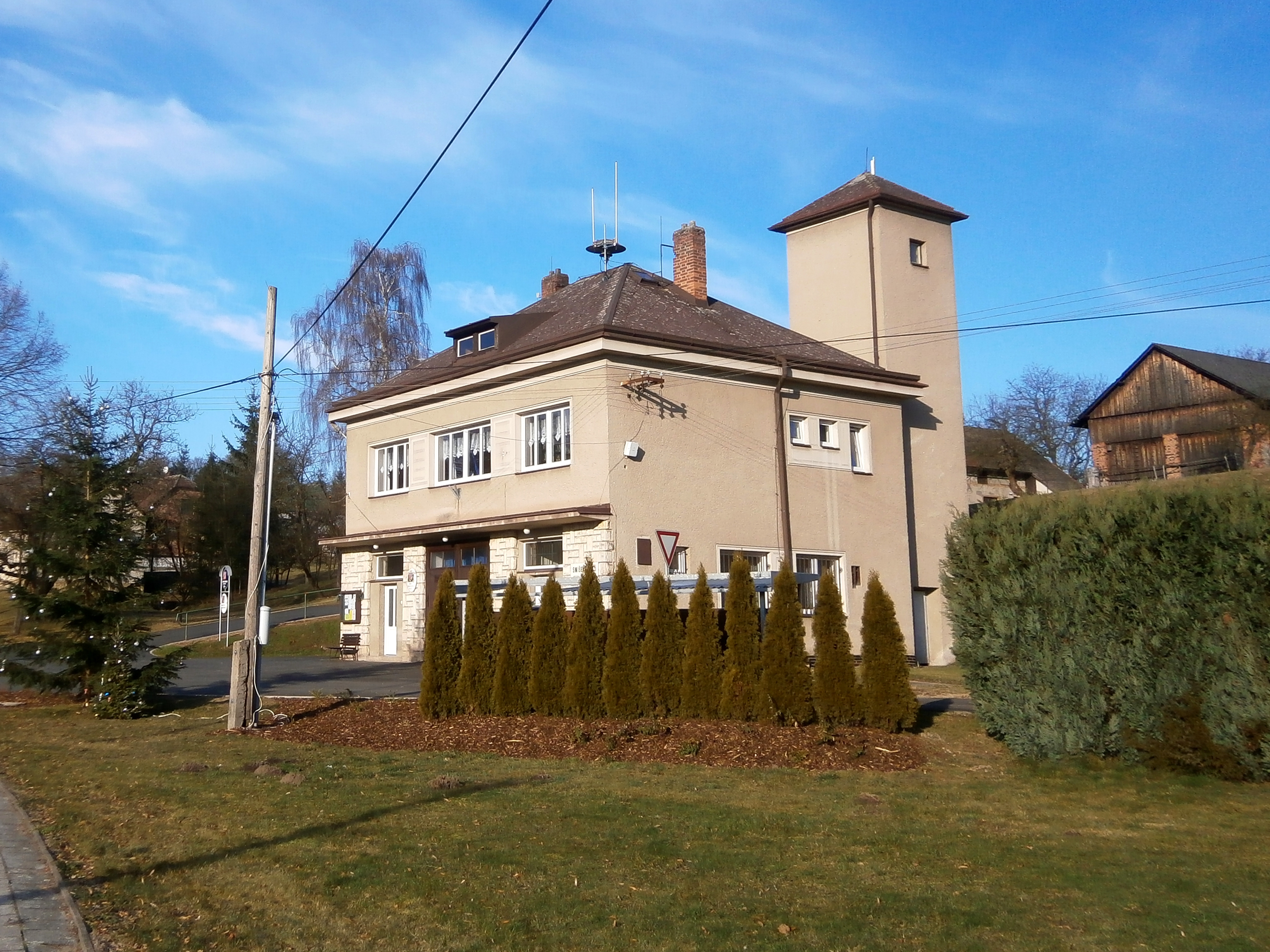
Slatině nad Úpou : la mairie.
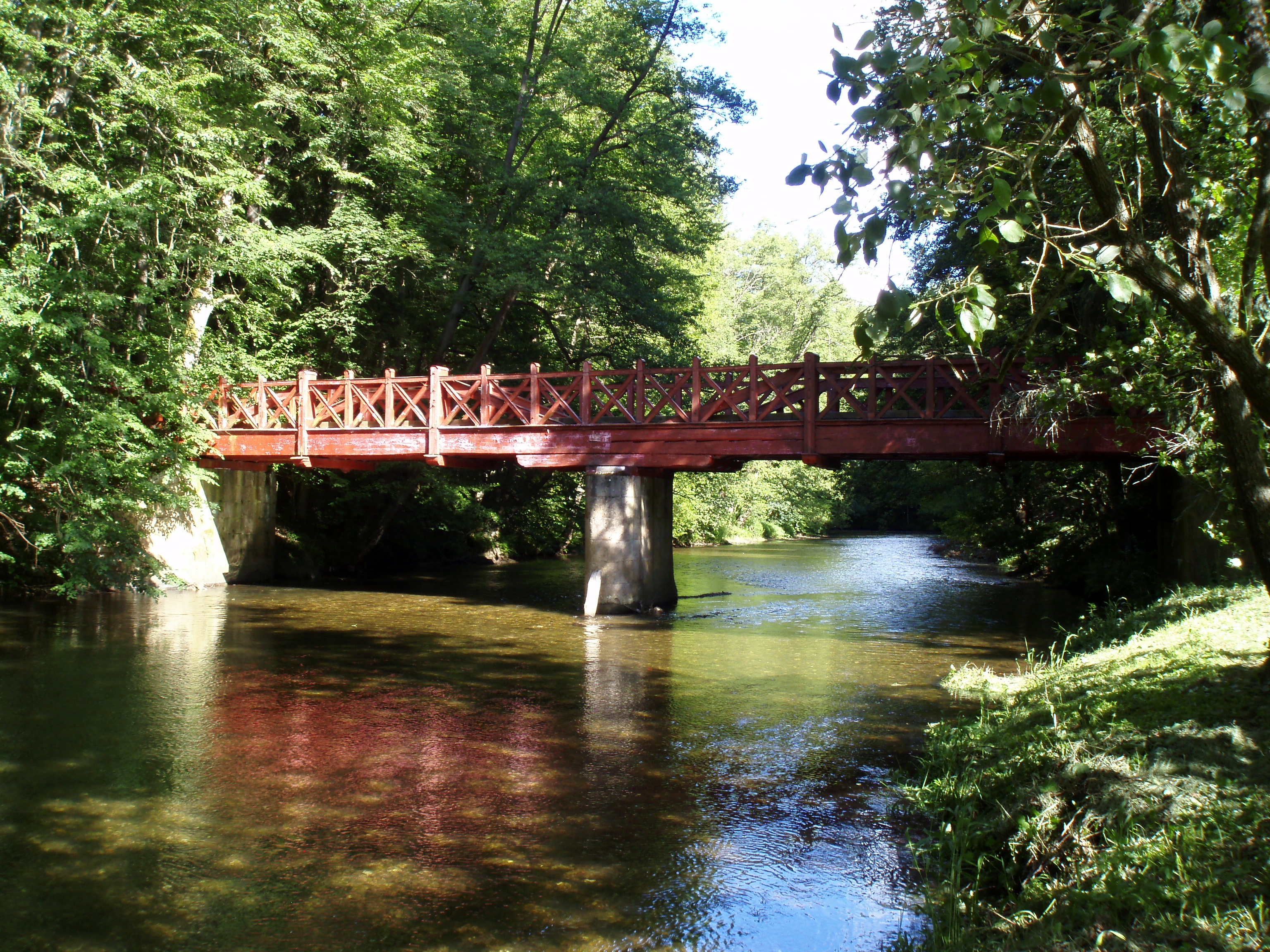
Pont de Červený.

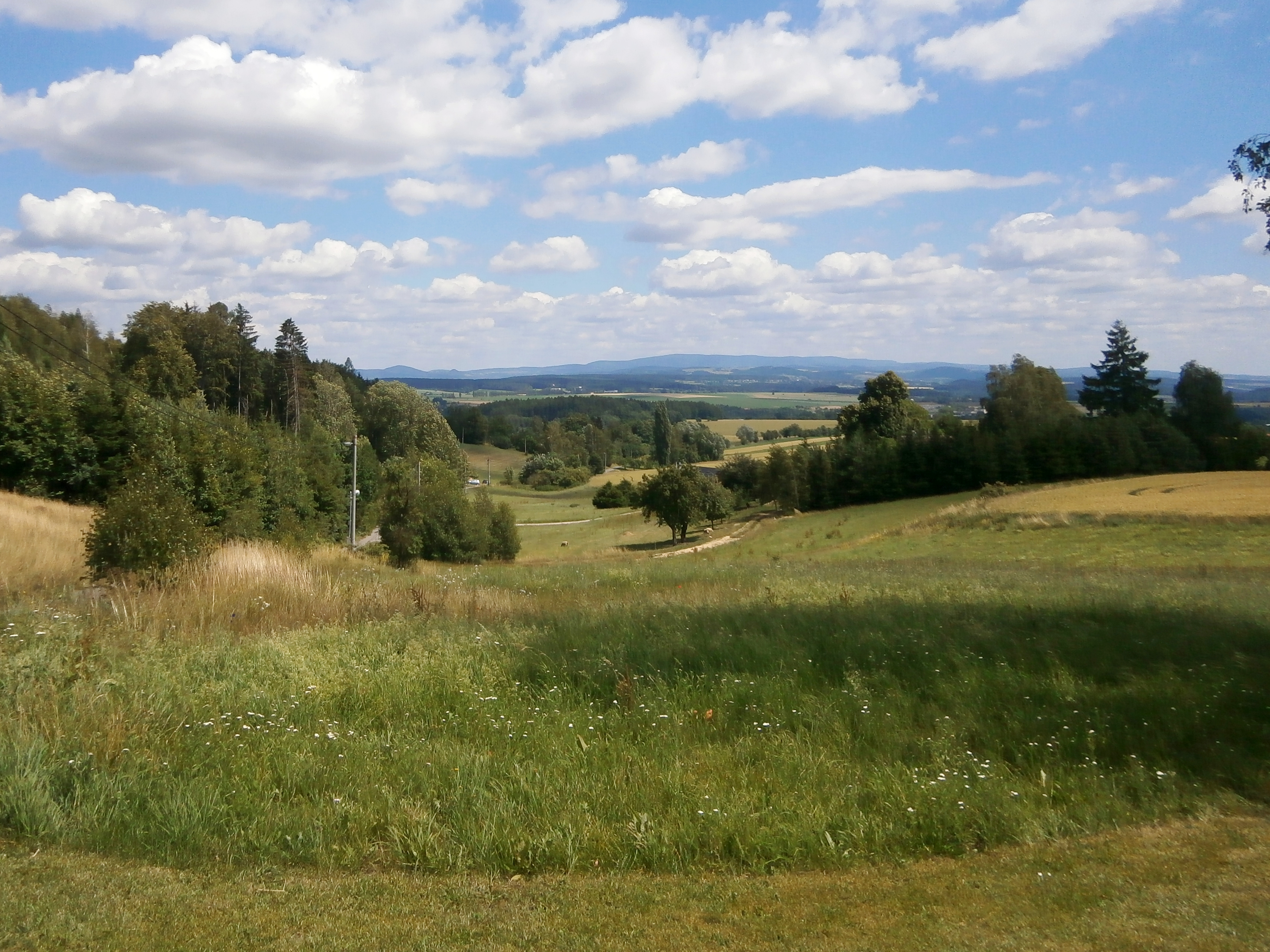
Cesta od Mečova.
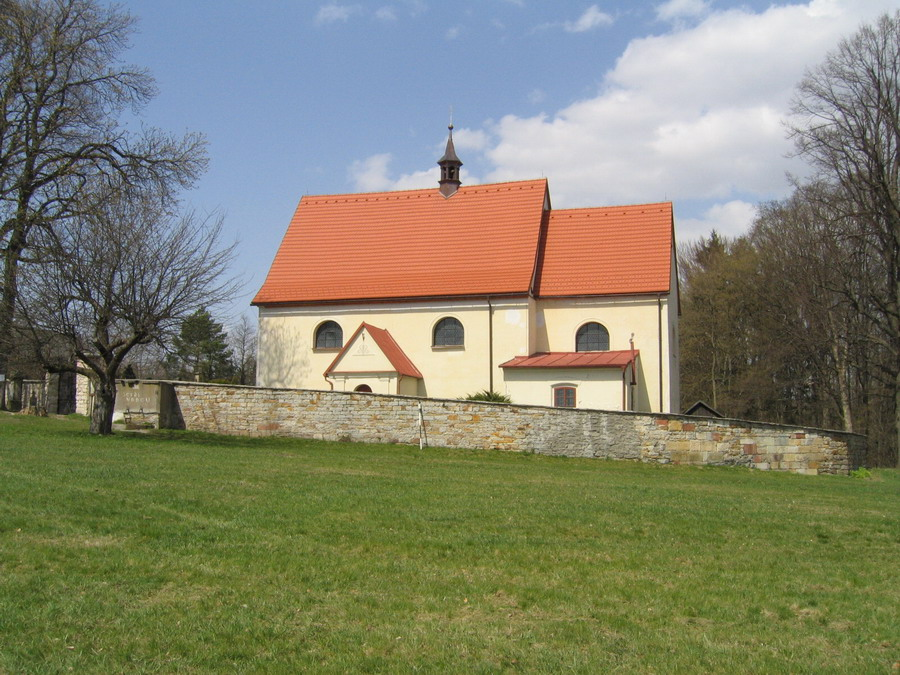
Chapelle de la Visitation à Boušín.

## Transports
Par la route, Slatina nad Úpou se trouve à 6,5 km de Červený Kostelec, à 13 km de Náchod, à 40 km de Hradec Králové et à 151 km de Prague. 